# Hater
Hater (en polaco, Hejter) es una película de Thriller y drama polaca de 2020 dirigida por Jan Komasa y escrita por Mateusz Pacewicz. La trama se centra en un estudiante universitario expulsado de Varsovia que intenta controlar Internet, provocando un odio y una violencia generalizados. Se estrenó el 6 de marzo de 2020 en Polonia y ganó el Premio a la Mejor Característica Narrativa Internacional en el Festival de Cine de Tribeca.

## Sinopsis
Tomasz Giemza, un estudiante de derecho deshonrado y obsesionado con la familia progresista de clase alta Krasucki, acepta un trabajo en una empresa de relaciones pública. Lo que parecía ser una tarea más, resulta ser una granja de trols en rápido desarrollo , donde se destaca en el negocio de difundir noticias falsas y odio en línea contra personalidades famosas, celebridades de internet y políticos. Con el tiempo, Tomasz comienza a usar sus habilidades recién adquiridas para acechar, acosar y finalmente controlar a los Krasuckis, sin embargo él mismo quedará paralizado con lo que provocará en última instancia, condenando a varios inocentes y a él mismo.

## Reparto
- Maciej Musiałowski como Tomasz Giemza
- Vanessa Aleksander como Gabriela 'Gabi' Krasucka
- Agata Kulesza como Beata Santorska
- Danuta Stenka como Zofia Krasucka
- Jacek Koman como Robert Krasucki
- Maciej Stuhr como Paweł Rudnicki
- Adam Gradowski como Stefan 'Guzek' Guzkowski
- Jedrzej Wielecki como Staszek Rydel

## Producción
La fotografía principal comenzó el 28 de octubre de 2018 y finalizó el 22 de diciembre. Se filmó principalmente en Varsovia y sus alrededores.
Hater se considera una secuela o un derivado de la película anterior de Komasa, Sala Samobójców (2011)

### Lanzamiento
Hater fue lanzado en Polonia el 6 de marzo de 2020. Sin embargo, unos días después de su lanzamiento, los cines y salas de cine fueron cerrados debido a la pandemia de COVID-19. Fue distribuido en todo el mundo en streaming por Netflix el 29 de julio de 2020.

## Recepción

### Respuesta crítica
En el agregador de reseñas Rotten Tomatoes, la película tiene un índice de aprobación del 82% basado en 22 reseñas con una calificación promedio de 7.4/10. En Metacritic, tiene un puntaje promedio ponderado de 61 sobre 100, basado en 5 críticos, lo que indica "críticas generalmente favorables". Ola Salwa en Cineuropa declaró "The Hater es una historia emocionante de un antihéroe y de la supervivencia del más apto, que en este caso significa aquellos que tienen un pulgar e índice fuertes y ágiles". Brian Tallerico de RogerEbert.com elogió la interesante narrativa moral de la película. Variety revisó positivamente la trama, afirmando que "integra efectivamente las preocupaciones sobre la facilidad con la que se manipula a las personas".

### Premios
Hater se estrenó en el Festival de cine de Tribeca en la Competencia Internacional de Narrativa y ganó el premio al Mejor Largometraje Narrativo Internacional. El jurado estuvo integrado por profesionales del cine entre los que se encontraban Danny Boyle y William.